# Saltos ornamentais no Campeonato Europeu de Esportes Aquáticos de 2012 - Trampolim 3 m sincronizado feminino
A prova do trampolim 3 m sincronizado feminino dos saltos ornamentais no Campeonato Europeu de Esportes Aquáticos de 2012 foi realizada no dia 20 de maio em Eindhoven nos Países Baixos. 

## Calendário
| Fase       | Data       | Hora  |
| ---------- | ---------- | ----- |
| Preliminar | 20 de maio | 11:00 |
| Final      | 20 de maio | 17:30 |

Todos os horários estão no horário local (UTC+1)

## Medalhistas
| Ouro                                        | Prata                                      | Bronze                                   |
| Itália · Francesca Dallapé · Tania Cagnotto | Ucrânia · Hanna Pysmenska · Olena Fedorova | Alemanha · Katja Dieckow · Uschi Freitag |

## Resultados
Esses foram os resultados da competição.
| Pos.              | Saltador                                 | Nacionalidade | Preliminar | Preliminar | Final  | Final |
| Pos.              | Saltador                                 | Nacionalidade | Pontos     | Pos.       | Pontos | Pos.  |
| ----------------- | ---------------------------------------- | ------------- | ---------- | ---------- | ------ | ----- |
| Medalha de ouro   | Francesca Dallapé Tania Cagnotto         | Itália        | 299.40     | 3          | 325.50 | 1     |
| Medalha de prata  | Hanna Pysmenska Olena Fedorova           | Ucrânia       | 290.70     | 5          | 302.10 | 2     |
| Medalha de bronze | Katja Dieckow Uschi Freitag              | Alemanha      | 302.70     | 1          | 296.70 | 3     |
| 4                 | Anastasia Pozdniakova Svetlana Filippova | Rússia        | 293.52     | 4          | 295.80 | 4     |
| 5                 | Alicia Blagg Rebecca Gallantree          | Reino Unido   | 302.40     | 2          | 258.90 | 5     |
| 6                 | Flóra Gondos Zsófia Reisinger            | Hungria       | 249.96     | 8          | 251.07 | 6     |
| 7                 | Daniella Nero Julia Lönnegren            | Suécia        | 258.42     | 6          | 244.86 | 7     |
| 8                 | Inge Jansen Celine van Duijn             | Países Baixos | 256.32     | 7          | 242.22 | 8     |
| 9                 | Eleni Katsouli Ioulianna Banousi         | Grécia        | 239.43     | 9          |        |       |
| 9                 | Taina Karvonen Iira Laatunen             | Finlândia     | 239.43     | 9          |        |       |
| 11                | Magdalena Chlanda Patrycja Pyrzak        | Polónia       | 226.26     | 11         |        |       |